# Einar Löfstedt den äldre
Nor Einar Ansgarius Löfstedt, född 24 mars 1831 i Härnösand, död 21 maj 1889 i Uppsala, var en svensk klassisk filolog. Han var far till Einar Löfstedt den yngre.

## Biografi
Löfstedt blev 1851 student vid Uppsala universitet, avlade 1858 filosofie kandidatexamen och promoverades 1860 till filosofie doktor. År 1861 blev han docent i grekiska samt befordrades 1870 till adjunkt och 1874 till professor i grekiska språket och litteraturen vid Uppsala universitet. Åren 1869–1870 studerade han vid tyska universitet samt gjorde 1876–1877 med resestipendium en arkeologisk studieresa i Italien, Grekland och Mindre Asien. Han blev 1871 även föreståndare för den teoretiska provårskursen vid Uppsala högre allmänna läroverk och 1875 censor vid studentexamen.
Löfstedt utövade ett inte obetydligt inflytande på de klassiska studiernas utveckling i Uppsala. Bland hans utgivna arbeten kan nämnas In illa Demosthenis et Aeschinis de Philocratea pace contentione uter utrum melioribus rationibus impugnaverit (1-2; 1860-61), Grekisk grammatik (1868; fjärde upplagan, omarbetad av Julius af Sillén, 1904), Ordförteckning till de tre första sångerna av Homeri Odyssée och Iliad (1868; andra upplagan 1886), Om grekernas likbegängelse och gravoffer (i "Pedagogisk tidskrift", 1869), Grundlinjer till föreläsningar över philologisk kritik med särskilt avseende på det grekiska universitetsstudiet (1871), Om Sveriges skolor före är 1571 (1876), och Om 1571 års skolordning (1878).